# Torredembarra (kommunhuvudort)
Torredembarra är en kommunhuvudort i Spanien.   Den ligger i provinsen Província de Tarragona och regionen Katalonien, i den östra delen av landet, 400 km öster om huvudstaden Madrid. Torredembarra ligger 26 meter över havet och antalet invånare är 15 272.
Terrängen runt Torredembarra är platt västerut, men åt nordost är den kuperad. Havet är nära Torredembarra åt sydost.  Närmaste större samhälle är Tarragonès, 12,8 km väster om Torredembarra. 